# Eleanor Matsuura
Eleanor Matsuura (Tokio, 16 juli 1983) is een in Japan geboren Britse actrice.

## Biografie
Matsuura werd geboren in Tokio en groeide op in Hertfordshire. Zij studeerde in 2004 af in moderne dans en historische dans aan de Central School of Speech and Drama in Londen

## Carrière
Matsuura begon haar carrière als actrice in lokale theaters, en heeft opgetreden in onder andere Royal Court Theatre, Old Vic en op West End.
Matsuura begon in 2005 met acteren voor televisie in de televisieserie Hustle, waarna zij nog meerdere rollen speelde in televisieseries en films. Zo speelde zij onder andere in Alan Partridge: Alpha Papa (2013), Da Vinci's Demons (2015), Wonder Woman (2017) en The Walking Dead (2018-heden).

## Trivia
- Matsuura werd geboren in Japan, maar spreekt deze taal niet.
- Matsuura is in 2014 getrouwd met de Canadese acteur Trevor White met wie zij in Londen woont, en heeft met hem een dochter (2017).
- Matsuura is in haar vrije tijd veelal actief voor dierenrechten, en werkt vrijwillig in een dierenasiel.

## Filmografie

### Films
Uitgezonderd korte films.
- 2022 I Used to Be Famous - als Amber
- 2021 Zack Snyder's Justice League - als Epione
- 2020 The One and Only Ivan - als Candace Taylor
- 2018 Juliet, Naked - als Cat
- 2017 Justice League - als Epione
- 2017 Wonder Woman - als Epione
- 2017 Lost in London - als Laura
- 2016 Hundraettåringen som smet från notan och försvann - als Rebecca
- 2016 A Midsummer Night's Dream - als
- 2016 The Comic Strip Presents Redtop - als Wendi Deng
- 2015 Burn Burn Burn - als Pandora
- 2015 The Lady in the Van - als ondervraagster
- 2015 Spooks: The Greater Good - als Hannah Santo
- 2015 Residue - als Angela Rossi
- 2014 Blood Moon - als Black Deer
- 2013 The Love Punch - als Michaela
- 2013 Alan Partridge: Alpha Papa - als tv-verslaggeefster
- 2012 The Grind - als Charlie
- 2012 Hacks - als Ho Chi Mao Feast
- 2007 Magicians - als serveerster
- 2006 Breaking and Entering - als Ruby
- 2006 9/11: The Twin Towers - als operator
- 2005 A Very Social Secretary - als Luz

### Televisieseries
Uitgezonderd eenmalige gastrollen.
- 2018-2022 The Walking Dead - als Yumiko - 58 afl.
- 2021 Feel Good - als Donna Ridley - 2 afl.
- 2019 The Rook - als Claudia Clifton - 2 afl.
- 2017-2019 Into the Badlands - als Baron Chau - 6 afl.
- 2018 Shetland - als DI Jessie Cole - 2 afl.
- 2015 Cuffs - als PC Donna Prager - 8 afl.
- 2015 Da Vinci's Demons - als Madame Singh - 6 afl.
- 2015 Residue - als Angela Rossi - 3 afl.
- 2013 Utopia - als Bev - 3 afl.
- 2011-2012 The Royal Bodyguard - als Dana - 2 afl.
- 2011 The Fades - als Vicky - 4 afl.
- 2009 Hunter - als DI Zoe Larson - 2 afl.
- 2008 Trial and Retribution - als Angela Clarkson - 2 afl.

### Computerspellen
- 2018 World of Warcraft: Battle for Azeroth - als stem
- 2017 Planet of the Apes: Last Frontier - als Oaka
- 2017 Star Wars: Battlefront II - als stemtalent
- 2017 Lego Marvel Super Heroes 2 - als stem
- 2017 Final Fantasy XIV: Stormblood - als Yugiri
- 2017 Mass Effect: Andromeda - als stem
- 2017 Ghost Recon: Wildlands - als weefster
- 2016 Homefront: The Revolution - als stem
- 2015 Star Wars: Battlefront - als stem
- 2015 Final Fantasy XIV: Heavensward - als Ranger of Darkness / Yugiri
- 2015 Dirty Bomb - als Kira
- 2014 Dreamfall Chapters - als Saga
- 2010 Doctor Who: The Adventure Games - Shadows of the Vashta Nerada - als Dana Tanaka